# Aimé Lacapelle
Aimé Lacapelle és una sèrie de còmics humorístics creats per Jean-Yves Ferri, que expliquen les aventures d'un pagès policia.

## Sinopsi
La sèrie té lloc a la campanya del Tarn. Aimé Lacapelle és un pagès pacífic d'uns cinquanta anys que viu amb la seva «mémé» (l'àvia) que li cuina «patates rodones». Però quan la ciutat està en perill, Aimé resulta ser un formidable agent del BIT (Bureau of Investigation Tarn, Oficina d'Investigació del Tarn), al qual l'alcalde confia les seves missions més perilloses.

## Àlbums
Àlbums de la sèrie.
- 1. Je veille aux grains (Jo protegeixo els grans).[3] Ferri, 2000. Fluide glacial, París (ISBN 978-2858153855).
- 2. Tonnerre sur le Sud-Ouest (Trons sobre el Sud-oest). Ferri, 2001. Fluide glacial, París (ISBN 978-2858152940).
- 3. Poules rebelles (Pollastres rebels). Ferri, 2003. Fluide glacial, París (ISBN 978-2858153497).
- 4. Bêtes à Bon Diou (Bèsties a Bon Diou), Ferri, Larcenet i Gaudelette, 2007, Fluide glacial, París (ISBN 978-2858150076).